# Spoorlijn Harmelen - Breukelen
De spoorlijn Woerden - Breukelen is een spoorweg die bij Harmelen aftakt van de spoorlijn Rotterdam - Utrecht en bij Breukelen aantakt op de spoorlijn Utrecht - Amsterdam. De lijn werd geopend op 5 november 1869.

## Geschiedenis
De lijn, bekend als de Nieuwe lijn of het binnendoortje, bestaat uit een recht stuk dubbelspoor zonder stations van ongeveer 8 kilometer lengte. De lijn werd aangelegd door de Nederlandsche Rhijnspoorweg-Maatschappij (NRS) om een snel alternatief te bieden voor de verbinding Amsterdam – Rotterdam. Deze verbinding was ervoor alleen mogelijk via de Oude lijn Amsterdam – Haarlem – Den Haag – Rotterdam, die werd geëxploiteerd door de concurrerende Hollandsche IJzeren Spoorweg-Maatschappij (HSM). De rechtstreekse NRS-verbinding Amsterdam Weesperpoort – Woerden – Gouda – Rotterdam Maas was (tot de aanleg van de Schiphollijn) korter dan het alternatief van de HSM via Den Haag.
De lijn werd op 15 oktober 1939 gesloten voor reizigersvervoer. Vanaf 2 april 1940 was de lijn geëlektrificeerd. Tussen 7 september 1944 en 24 juni 1950 was er geen vervoer over deze lijn. Vanaf 24 juni 1950 was er weer goederenvervoer en vanaf 8 mei 1952 ook weer reizigersverkeer.

Tot 1996 was de aansluitingen van deze lijn op het drukke baanvakken Gouda – Utrecht en tot 2006 Amsterdam – Utrecht gelijkvloers uitgevoerd en bestond er in de dienstregeling zowel in Harmelen als Breukelen (alleen richting Amsterdam) een aanzienlijke wachttijd voor een rood sein om ingevoegd te kunnen worden op het hoofdbaanvak. Op 8 januari 1962 botsten er twee reizigerstreinen frontaal op elkaar bij de splitsing bij Harmelen. Daarbij vielen 91 doden en 54 gewonden. Dit was de grootste treinramp ooit in Nederland. 
Er zijn bij beide aansluitingen fly-overs aangelegd, waardoor het wachten voor een rood sein volgens dienstregeling tot het verleden behoort.

## Dienstuitvoering
Sinds Spoorslag '70 werd op de lijn een uurdienst geboden, met in de spitsuren een halfuursdienst. Vanaf de dienstregeling 1998-1999 tot april 2007 was er in de avonduren na 19.00 uur zelfs helemaal geen dienst meer en moesten de reizigers via Utrecht reizen, waarbij de stoptrein Utrecht-Amsterdam dan wel 2 maal per uur reed. In 2007 ontstond een halfuursdienst op alle dagen en tijden en werd er na Amsterdam Centraal verder gereden naar Uitgeest (avond en zondag Alkmaar). Dit geldt nog steeds, met een onderbreking van één jaar in de NS-dienstregeling 2009, toen naar Enkhuizen werd doorgereden.
De reistijd van 46 minuten tussen de stations Amsterdam Holendrecht en Rotterdam Alexander is voor reizigers die van Amsterdam Zuidoost naar Rotterdam Oost willen reizen korter dan met de Intercity direct, die een rijtijd van 40 minuten heeft tussen de centrale stations in deze steden.
De lijn is (behalve voor omleidingen) niet meer van belang voor het langeafstands-reizigersverkeer. Er rijden enkel Sprinters op de route Uitgeest - Amsterdam - Gouda - Rotterdam. De lijn is van belang voor het goederenvervoer, doordat hij deel uitmaakt van de kortste route van de Rotterdamse haven naar Noord- en Oost-Nederland, zonder te hoeven kopmaken.